# Alexei Wladimirowitsch Worobjow

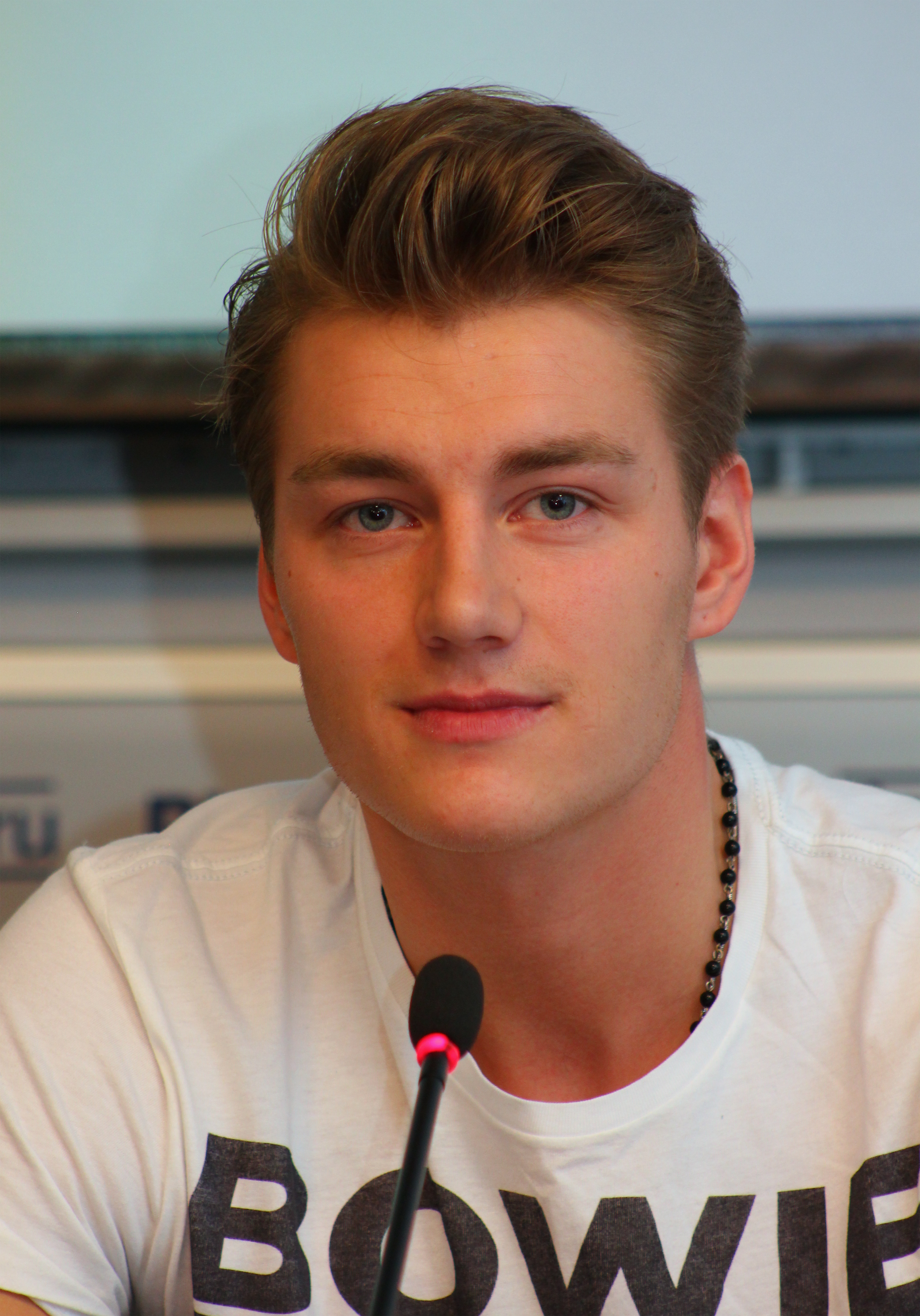
Alexei Worobjow, 2011

Alexei Wladimirowitsch Worobjow (russisch Алексей Владимирович Воробьёв; * 19. Januar 1988 in Tula) ist ein russischer Sänger und Schauspieler. International ist er besser bekannt unter dem Namen Alex Sparrow, eine Übersetzung seines Nachnamens, der "Spatz" bedeutet.

## Leben und Wirken
Worobjow singt in englischer und russischer Sprache. Er trat 2008 zur Russischen Vorentscheidung zum Eurovision Song Contest mit dem Song New Russian Kalinka an, 2009 mit dem Song Angelom Byt. Beim Eurovision Song Contest 2011 nahm er mit dem Titel Get You im ersten Halbfinale teil, wo ihm der Einzug in das vier Tage später stattfindende Finale gelang. Dort belegte er den 16. Platz.
Seit 2006 hat er einen Vertrag mit Universal Music Russia.

## Diskografie

### Studioalben
- 2011: Детектор Лжи

### EPs
- 2019: Песни о тебе
- 2019: На позитиве
- 2020: Аудиозаметки
- 2023: Художник

### Singles (Auswahl)
| - 2006: Leto - 2007: Alissa - 2007: Dewtschonka - 2007: Seitschas ili Nikogda - 2007: Russkije Sabili - 2008: Desire - 2008: New Russian Kalinka - 2008: Toska - 2008: Ty i Ja - 2008: Sabud Menja - 2008: Kalinka - 2009: Akkordeon | - 2009: Reality - 2010: Shout it Out - 2010: Bam Bam - 2011: Get You - 2012: Больше, чем любовь (mit Egor Kreed) - 2013: Unfakeable - 2015: #Сумасшедшая - 2016: Самая красивая - 2017: Будь, пожалуйста, послабее - 2017: Я просто хочу приехать - 2017: Я тебя люблю |